# Oderisius van Benevento

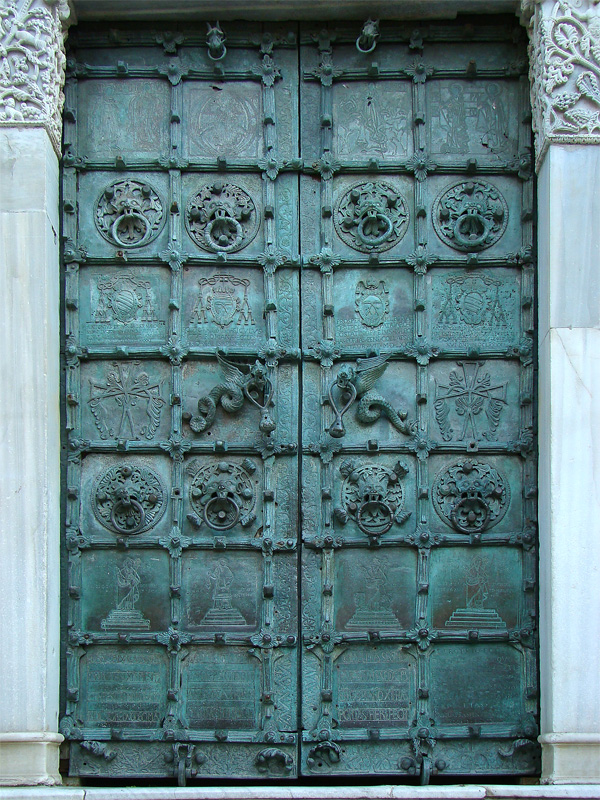
Porta Maggiore in Troia (Italië)

Oderisius van Benevento (Benevento, circa 1100 – aldaar, circa 1151) was een beeldhouwer en bronsgieter in Zuid-Italië, dat onder bestuur van Normandische edelen was. Bronzen kerkdeuren waren zijn specialiteit. 

## Namen
- Oderisius Beneventanus, naam in het Latijn zoals terug te vinden op zijn werken
- Oderisio da Benevento, naam in het Italiaans

## Werken
Oderisius was een exponent van vroege Normandische kunstwerken en technieken, genoemd Protonormandische kunst. Kunsthistorici stellen dat Oderisius’ kunst een vervolg is van Byzantijnse en Islamitische kennis hierover. Meerdere bronzen kerkdeuren in Campanië en Apulië zijn van zijn hand; dit volgde uit het feit dat hij er zijn naam achterliet. Bovenop het deuroppervlak voegde hij kleine sculpturen toe. Op sommige deuren sculpteerde hij zichzelf, naast de kerkelijke machthebbers die de opdracht gaven tot het kunstwerk. In andere cassettes van de deur bracht Oderisius de koppen van draken, griffioenen en leeuwen aan. Deurkloppers sculpteerde hij in de muil van deze dieren. 
Bronzen deuren die bewaard zijn gebleven, zijn:
- De hoofdpoort (1119) of Porta Maggiore van de co-kathedraal van Troia, in Apulië
- De zijpoort (1127) of Porta della Prosperità van diezelfde kathedraal
- De hoofdpoort of Janua Major van de kathedraal van Benevento (Campanië) wordt toegeschreven aan Oderisius, alhoewel in latere tijden bronzen cassettes werden vervangen.

Bronzen deuren die verloren gingen, zijn:
- De deur (1122) van de kerk San Giovanni Battista delle Monache in Capua (Campanië). Een beschrijving uit de 17e eeuw is bewaard. De kerkdeur verdween in de 18e eeuw.
- De hoofdpoort (1150) en zijpoort (1151) van de kerk San Bartolomeo in Benevento. Niettegenstaande de kerk verwoest werd door aardbevingen in de 18e eeuw, zijn nauwkeurige beschrijvingen bewaard gebleven.